# Quintano
Quintano es una comune italiana situada en la provincia de Cremona, en Lombardía. Tiene una población estimada, a fines de mayo de 2022, de 899 habitantes.

## Evolución demográfica
| Gráfica de evolución demográfica de Quintano entre 1861 y 2022 |
|                                                                |
| Fuente: ISTAT - Elaboración gráfica de Wikipedia               |